# Charlene Tilton
Charlene L. Tilton (San Diego, 1 december 1958) is een Amerikaans actrice. Ze is vooral bekend geworden als Lucy Ewing in de soap Dallas. Ze was in de serie de kleindochter van Jock Ewing en was buiten knap ook geslepen en achterbaks. Ze speelde de rol van 1978 tot 1985 en van 1988 tot 1990.
Ze speelde mee in onder meer Dallas (televisieserie uit 2012), Problem Child 2, Murder, She Wrote en Superhero Movie. Ook speelde ze nog in vier afleveringen van The Love Boat. In 2012 nam ze deel aan de Amerikaanse Dancing on Ice. In 2020 speelde ze in de televisiefilm A welcome Home Chrismas. Ze speelde ook nog in twee andere Kerstfilms in 2017 en 2021.

## Biografie
Van 1982-84 was ze getrouwd met de countryzanger Johnny Lee en ze kreeg met hem een dochter. Van 1985-92 was ze getrouwd met haar tweede man.